# Цмовка (село)
Цмовка (укр. Цмівка) — село в Шепетовском районе Хмельницкой области Украины.
Население по переписи 2001 года составляло 216 человек. Почтовый индекс — 30416. Телефонный код — 3840. Занимает площадь 0,055 км². Код КОАТУУ — 6825584606.

## Местный совет
30416, Хмельницкая обл., Шепетовский р-н, с. Михайлючка, ул. Ленина, 44